# Bathory (Album)
Bathory ist das Debütalbum der schwedischen Band Bathory.

## Entstehungsgeschichte
Nach den Beiträgen zur Kompilation Scandinavian Metal Attack des Plattenlabels Tyfon Grammafon nahm Quorthon das Album im Juni 1984 mit Rickard „Ribban“ Bergman von der Oi!-Band Stridskuk am E-Bass und dem ehemaligen Obsklass-Mitglied Stefan Larsson am Schlagzeug innerhalb von 56 Stunden auf. Aufnahmeort war Heavenshore, laut Quorthon kein Studio, sondern eine Garage, die seit 1995 nicht mehr existiert. Da Bergman kein permanentes Bathory-Mitglied werden wollte und die Band somit keine richtige Besetzung hatte, entschied diese sich, keine Bilder oder Namen anzugeben. Bei den ersten 1000 Exemplaren war das Cover gelb gehalten, Bathory war damit allerdings unzufrieden.

## Gestaltung
Das Cover zeigt einen Ziegenkopf. Das Original stammt von Jos A. Smith, der von Quorthon aber nicht als Urheber angegeben wurde.

## Titelliste
Musik und Texte von Quorthon.
1. Storm of Damnation (Intro) – 3:06
2. Hades – 2:45
3. Reaper – 2:44
4. Necromansy – 3:40
5. Sacrifice – 3:16
6. In Conspiracy with Satan – 2:29
7. Armageddon – 2:31
8. Raise the Dead – 3:41
9. War – 2:15
10. Outro – 0:22

## Texte
Die Texte beziehen sich auf Satan, Tod, Blasphemie und Antichristentum.

## Stil
Storm of Damnation (Intro) ist an das Intro von Black Sabbaths Debütalbum Black Sabbath angelehnt. Ansonsten spielt Bathory auf dem Debüt einen simplen und rohen Thrash-Metal-Stil mit Krächzgesang, den die Band in den extremen Metal einführte. „Diese Bösartigkeit war zu der Zeit weder bei Venom, noch bei anderen Bands der etwas härteren Gangart zu finden.“

## Rezeption
Bathory wurde oftmals mit Venom verglichen oder sogar als Venom-Klon verrissen. Beide Bands spielten einen rohen, simplen Stil mit satanisch inspirierten Texten, sowohl auf dem Venom-Album Black Metal als auch Bathory fanden sich jeweils zwei Stücke namens Raise the Dead und Sacrifice und auf dem Schallplattencover bei Venom ein ziegenbockartiges Teufelsgesicht, bei Bathory ein Ziegenkopf. Außerdem lautete einer der Venom-Titel Countess Bathory und behandelte die ungarische Legendengestalt „Blutgräfin“. Quorthon allerdings distanzierte sich mehrmals vom Vorwurf, Venom kopiert zu haben; er habe niemals ein Album der Band besessen und sie damals nicht einmal gekannt; Bathory sei ursprünglich von den Frühwerken der Bands Black Sabbath, Motörhead und GBH beeinflusst gewesen.
Mit dem Album wurde Quorthon „Wegbereiter für ein ganzes Genre“. Außerdem wurde Bathory damals als eines der ersten Alben sowohl von Quorthon selbst als auch von der Presse dem Death Metal zugeordnet.